# Montblanc (Francja)
Montblanc – miejscowość i gmina we Francji, w regionie Oksytania, w departamencie Hérault.
Według danych na rok 1990 gminę zamieszkiwało 1857 osób, a gęstość zaludnienia wynosiła 69 osób/km² (wśród 1545 gmin Langwedocji-Roussillon Montblanc plasuje się na 206. miejscu pod względem liczby ludności, natomiast pod względem powierzchni na miejscu 244.).